# 5757 Tichá
5757 Tichá è un asteroide della fascia principale del diametro medio di circa 21,05 km. Scoperto nel 1967, presenta un'orbita caratterizzata da un semiasse maggiore pari a 2,9399443 UA e da un'eccentricità di 0,1826580, inclinata di 13,69199° rispetto all'eclittica.
L'asteroide è dedicato all'astronoma ceca Jana Tichá.